# Gymnothorax richardsonii
 Gymnothorax richardsonii és una espècie de peix de la família dels murènids i de l'ordre dels anguil·liformes.

## Morfologia
Els mascles poden assolir els 32 cm de longitud total.

## Distribució geogràfica
Es troba des del Mar Roig i l'Àfrica oriental fins a les Illes de la Societat, les Illes Ryukyu, les Illes Cook, les Illes Mariannes i les Illes Carolines.